# ФК Добруджа (Добрич)
ФК Добруджа 1919 е футболен клуб от град Добрич, който участва във Efbet лига.
Клубът е основан през 1919 г. Играе домакинските си мачове на стадион „Дружба“, който има капацитет 12 500 места. Цветовете на клуба са жълто и зелено.
В своята история Добруджа (Добрич) има общо 15 сезона в елитното първенство, като най-успешният период за клуба е в края на ХХ век, когато записва 9 последователни сезона в А група. В този период добричлии постигат и най-доброто си класиране – 7-о място в шампионата през 1995/96.

## Хроника и факти
- През 1919 г. е основан ФК „Развитие".
- В началото на 1924 г. е основан ФК „Надежда“, трансформирано по-късно във „Вихър“, който през 1940 г. е преименуван на ФК „Цар Борис III“.
- През 1925 г. е основан ФК „Глория“, който през 1940 г. е преименуван на „Левски“, а от 1945 г. на „Спартак“.
- На 23 декември 1945 г. са обединени Вихър (вече с възстановено име и преструктуриран във физкултурно дружество) и Юнак.
- През 1947 г. Вихър-Юнак 45, заедно със Спартак, формират Добруджа.
- В 1948 г. се извършва ново окрупняване – Добруджа, Славия и Динамо са обединени под името Орлов.
- От 1949 г. в града започват да се обособяват доброволни спортни организации на ведомствен принцип. Най-известни са Червено знаме и Септември.
- През 1957 г., на свой ред, са учредени две дружества за физическа култура и спорт: Добруджа (обхваща – Червено знаме, Спартак и Септември) и Вихър (присъединява – Динамо, Торпедо и Локомотив).
- В 1959 г. Вихър се влива в Добруджа.
- През 1962 г. се класира за участие за първи път в елитната А група.
- Има 14 участия от 4 влизания в А група: 1962/1963, от 1966/1967 до 1968/1969 (3 поредни сезона), от 1991/1992 до 1999/2000 (9 поредни сезона) и 2002/2003.
- Най-добро класиране в А група – 7-о място през сезон 1995/1996 (треньор Янко Динков).
- Два пъти полуфиналист в турнира за Националната купа – 1947 и 1980, четвъртфиналист през 1946 г.
- Осминафиналист в Републиканското първенство през 1945 г.
- 1/16-финалист в Държавното първенство през 1942 и 1943 г.
- Има 39 участия в първенството на Б група.
- Първенец на Б група (2 пъти) – като „Септември“ в Североизточна Б група 1955 и като „Добруджа“ в Северна Б група 1965/1966. Второ място в Б група (6 пъти) – като „Червено знаме“ в Североизточна Б група 1956; като „Добруджа“ в Северна Б група: 1958/1959, 1963/1964, 1974/1975 и при една Б група: 1990/1991, 2001/2002. Трето място в Б група (1 път) – 2013/2014 (при една Б група).
- Първенец на Североизточна В група (4 пъти) – 2007/2008, 2012/2013, 2017/2018, 2019/2020.
- През сезон 1990/1991 Добруджа се завръща в А група след 22-годишно прекъсване след драматична победа при гостуването си на ФК Монтана (Михайловград) в последния кръг. С късен гол в края на мача Атанас Стефанов „Баницата“ носи успеха и класира Добруджа отново в елита.

## История

### Първите стъпки (1918 – 1920)
Историята започва в началото на миналия век и по-конкретно през 1918 година. След втората национална катастрофа, породена от недалновидната политика на тогавашното правителство, българските войски са задължени да опразнят Добруджа.
Проникването на футбола в региона става през есента на 1918 г., когато в Добрич се установяват окупационни английски и шотландски войскови части. Тези войници си играели една невиждана дотогава от добричлии игра с топка, наричана футбол. Добричлии така се запалили, че не пропускали да проследят нито едно тяхно състезание. Това заинтересувало чуждите войници и веднъж през оградата на казармата /отсам жп-гара „Юг“/ им хвърлили една парцалена топка, да видят как добричлии ще се справят с непонятната за тях футболна игра.
Организираното начало се смята, че е през пролетта на 1919 г., когато група ентусиасти решава да основе футболно дружество „Развитие“. В него влизали учениците тогава: Георги Стоянов, Тодор Янков, Вичо Ханджиев, Димитър Вичев (Джапона), Йордан Славов (Данката), Борис Милев, Тодор Ханджиев, Слави Гунев, Стефан Рандев. Първата сбирка става в жилището на Георги Стоянов, където се поставят основите на първото футболно дружество в Добрич. За председател е избран Георги Стоянов, за касиер – Тодор Янков, а за домакин – Вичо Ханджиев. За терени футболистите на дружество „Развитие“ получават мегданите около покрайнините на града. По-късно избират за свое официално игрище равната площ, където се намира управлението на вече бившето ДАП (Държавно автомобилно предприятие) в индустриална зона „Север“.
Клубът си намерил правилник, преведен на български, но нямал специален футболен екип и обувки и не провел нито една официална футболна среща.

### Ранни формации (1922 – 1962)
Първия официален мач се е състоял през април 1922 г., когато в Добрич гостува „Екипа Негра“ /Черният тим/ от Силистра. Мачът, изигран на игрището отсам местността „Гаази баба“ /където сега е втората част на езерото в градския парк/, завършва 2:0 за добричлии. Продължението е повече от успешно. Пред „Стрела“ свеждат глави и румънските „Кюстенджа“ и „Макаби“ (Букурещ), победени с по 2:1.
През септември 1940 г. Южна Добруджа е освободена от румънска окупация и се връща в пределите на Майка България. На 25 септември в Добрич влизат българските войски и именно тази дата днес се чества като празник на града. Още на 6 октомври двата най-добри добрички клуба променят своите имена. „Глория“ става „Левски“, а „Вихър“ – „Цар Борис III“. През същата година градски тим на Добрич прави турне в България – губи от „Левски“ (София) с 2:3, а с „Ботев“ (Пловдив) завършва 2:2.
През 1941 г. „Цар Борис III“ е в лигата на областта, а другата година е носител на купа „Тутракан“ след победа над силистренския „Вихър“ с 3:2. В областното първенство побеждава „Хан Омуртаг“ (Шумен) и другия добрички представител „Левски“ с 4:2, печели с 3:1 и срещу ЖСК (Варна), но губи от другия варненски тим „Радецки“ с 3:7.
На 4 август пред 15 000 зрители „Цар Борис III“ надиграва с класическото 3:0 „Македония“ (Скопие) /тогава Скопие и цяла Вардарска Македония е в границите на България/, а през септември се срещат съименниците „Левски“ от София и Добрич, като победата от 4:2 е за столичани. През същата година се създава тимът на „Славия“ от офицери и преселци от Северна Добруджа. Първата си среща новосформираният тим губи катастрофално от „Цар Борис III“ с 0:5, но на следващата година бие с 3:2 сборен отбор на Балчик.
През 1945 г. се провежда първото републиканско първенство на България. В крайната фаза участват първите три отбора от софийското първенство, два от Пловдивска област, два от Варненска и по един от останалите области. Спазва се системата на отстраняване в един мач. Добрич е представен от отбора на „Спартак“ (наследник на „Левски“), който пропуска предварителния кръг, но на осминафинала губи като гост на „Орловец“ (Габрово) с 0:2 и отпада от по-нататъшно участие. Междувременно, след идването на новата власт в България, наследник на „Цар Борис III“ става отборът на „Победа“.
През 1946 г. следва ново преименуване на добричките отбори. „Спартак“ става „Орлов“, а „Победа“ – „Добруджа“. През тази година добруджанци се поздравяват с успех в първия турнир за Купата на България (тогава Купа на Съветската армия). „Спартак“ побеждава с 1:0 „ТВП-45“ (Варна) /сегашния „Черно море“ (Варна)/ и достига до четвъртфинал, където отстъпва в Русе с 0:1 на местния „Локомотив“.
Още по-добре завършва следващата година. В турнира „Добруджа“ достига до полуфинал с пловдивския „Ботев“ – 0:2 и 2:2, като преди това на четвъртфинала отстранява „Русенец“ (Русе) с 3:0.
През 1948 г. „Добруджа“ постига едни от най-големите успехи на добричкия футбол. На четвъртфинала „Орлов“ отсранява с 3:1 „Генерал Винаров“ (Плевен), а като гост в Пловдив на полуфинала побеждава местния „Славия-Ченгелов“ /сегашния Локомотив (Пловдив)/ с 3:2. Отборът на „Орлов“ е в състав: Никола Славов (Пачона), Ташо Иванов, Сава Стоянов (Савката), Любен Стоянов, Васил Балкански, Васил Вълканов (Касата), Борислав Аспарухов, Борис Ковачев, Пею Иванов, Атанас Петков (Бараткин), Димитър Стефанов (Някшо). Федерацията решава да играе „под масата“ и измисля фалшива картотека на Борис Ковачев, за да анулира резултата и изпраща на финала пловдивския отбор.
През същата година (1948) се създава една А републиканска футболна група, а през 1950 г. и две Б – Северна и Южна, като мачовете се играят по системата пролет-есен. В периода 1950 – 1956 г. Б групите се преобразуват в пет, а през последната година и в седем.
През 1952 г. в турнира за Купата на България „Септември“ /наследник на „Орлов“ от 1948 г./ в предварителен кръг отстранява с 2:1 „Ударник“ (Шумен), следват две нулеви равенства със „Спартак“, а при преиграването губи с 1:2 и отпада.
Три години по-късно „Септември“ става първенец на Североизточна Б група. Играе квалификационен турнир за влизане в А група с отборите на „Спартак“ (София), „Дунав“ (Русе), „Динамо“ (Пазарджик), „Динамо“ (Дупница) и „Бенковски“ (Видин). От всички срещи взима само една точка и завършва на последно място, а в А група влизат „Спартак“ (София) и „Дунав“ (Русе).
През 1957 г. се връща старата схема от две Б групи и до 1962 г. отборът на „Добруджа“ се класира обикновено в средата на таблицата. Изключение прави през 1959 г., когато завършва втори, на четири точки от „Спартак“ (София), който влиза в елитната група. За да дойде първата историческа страница през 1962 г., когато „Добруджа“ завършва на трето място във вече единната Б група и придобива право на участие в квалификационен турнир за влизане в А група.

### Славният период (1991 – 2000)
В историята на отбора най-славният период стартира от 1991 г., когато Добруджа влиза в А група и играе там в продължение на девет поредни сезона. Мястото в елита е спечелено под ръководството на треньора Петър Киров, а след него постът е поверен на Петър Жеков. В тима са привлечени забележителни играчи като Петре Григораш и Георги Иванов – Геша, по-късно носили екипа на Левски. В средата на терена Добруджа разполага с изключително техничните халфове Симеон Чилибонов и Диян Божилов, в отбрана действа бившият национал Илия Дяков. Вратарят Недко Недев е способен на чудеса на вратата. През същия сезон гостуването на Левски в Добрич завършва злополучно. Гол на Стоян Димов носи победата на добруджанци с 1:0, последвана от оставката на треньора на сините Васил Методиев – Шпайдела.
Впоследствие отборът е поет от треньора Илия Илиев, който ще осигури оставането на Добруджа в А група цели три пъти. Оттогава започва и черната серия на ЦСКА, за когото стадион „Дружба“ се превръща в едно от най-тежките места за гостуване. Седем поредни години червените не са в състояние да побеждават там. След равенство 1:1 през 1992/93 през следващия сезон Добруджа разгромява армейците с 3:1 след голове на Григораш, Стоян Димов и Георги Иванов-Геша. 8 август 1994 г. също се оказва злополучна дата за ЦСКА. Гол на бъдещия национал Милен Петков носи победата за Добруджа в първия кръг от първенството. През същия сезон в Добрич е повален и силният тогава тим на Славия (1:0). Юношите на клуба достигат финал за републиканското първенство. Двамата най-големи таланти Галин Иванов и Милен Петков са продадени на ЦСКА срещу повече от половин милион долара. Клубът обаче продължава да бълва таланти. Оттам излизат бъдещият нападател на английския Портсмут Светослав Тодоров и Светослав Петров, първият български футболист, станал шампион на Китай.
Под ръководството на Янко Динков тимът прави най-доброто си класиране през 1996 г., завършвайки на седмо място. По-късно с успех в Добрич работи и Борис Николов. Паметен остава мачът с Локомотив (Сф) през сезон 1997/98. При 1:2 съдията Стефан Орманджиев вбесява зрителите, които щурмуват игрището и едва са спрени от полицията. Президентът на клуба Стефан Колев влиза на терена и изважда отбора. Така Добруджа е наказан да играе на неутрален терен срещу ЦСКА, а 15-те хиляди зрители на стадион „Луи Айер“ в Силистра гледат невероятна драма за 1:1.

## Наименования
- Развитие/Стрела , Глория/Левски/Спартак/Орлов , Вихър/Цар Борис |||/Победа/Добруджа (1919 – 1947)
- Добруджа (1947 – 1948)
- Орлов (1948 – 1957)
- Добруджа (1957 – 2009)
- Добруджа 1919 (от 2009)

## Настоящ състав
Към 6 август 2025 г.

## Стадион
Стадион „Дружба“, който има капацитет 12 500 места, се намира в Градския парк „Свети Георги“ в Добрич. Построен е в края на 50-те години на ХХ в. с дарения и доброволен труд от цялата добричка общественост. Размерът на дарените средства е близо 87 млн. лв.
Спортното съоръжение е открито официално на 25 септември 1960 г. навръх празника на града (20 години от връщането на Добрич в пределите на България през 1940 г.). За церемонията на стадиона присъстват 30 000 зрители и 12 000 спортисти.
Първият официален мач на „Дружба“ е между Добруджа и Прогресул (Букурещ). В румънския тим има 8 национали на северната ни съседка. Добруджанци губят с минималното 0:1.
Най-високата посещаемост на футболен мач на стадион „Дружба“ е регистрирана на 17 август 1991 г., когато на срещата от първия кръг на сезон 1991/92 между Добруджа и ЦСКА (София) /0:4/ 25 000 зрители препълват стадиона за да приветстват завръщането на жълто-зелените в А група след 22-годишно прекъсване.
Размер на терена: 105/68 m

## Зала на славата
Футболисти с най-много мачове в A ПФГ:
| Националност | Име               | Брой |
| ------------ | ----------------- | ---- |
|              | Румен Боев        | 212  |
|              | Диян Божилов      | 200  |
|              | Румен Славов      | 168  |
|              | Светослав Кръстев | 155  |
|              | Атанас Георгиев   | 130  |

Футболисти с най-много отбелязани голове в A ПФГ:
| Националност | Име             | Голове |
| ------------ | --------------- | ------ |
|              | Диян Божилов    | 35     |
|              | Георги Манолов  | 23     |
|              | Румен Стоянов   | 18     |
|              | Серж Йофу       | 15     |
|              | Ристе Милосавов | 14     |

### Международни успехи
- 9 юли 1961 г. Добруджа - Ференцварош (Носител на Купата на УЕФА, Финалист за КНК и КЕШ) 3:1 [1]
- 15 юни 1964 г. Добруджа - Борусия Дортмунд (Носител на КЕШ, КНК и Междуконтиненталната купа) 2:1
- 7 февруари 1994 г. Добруджа - Шахтьор Донецк (Носител на Купата на УЕФА) 1:0

## Треньори
| Име                | От             | До             |
| ------------------ | -------------- | -------------- |
| Асен Милушев       | 1984           | 1985           |
| Курти Недев        | 1985           | 1990           |
| Петър Киров        | Юни 1990       | Юни 1991       |
| Петър Жеков        | Юни 1991       | Юни 1992       |
| Данко Роев         | Юни 1992       | Октомври 1992  |
| Илия Илиев         | Октомври 1992  | Юни 1994       |
| Кольо Марков       | Юни 1994       | Март 1995      |
| Илия Илиев         | Март 1995      | Май 1995       |
| Янко Динков        | Юни 1995       | Юни 1996       |
| Кольо Марков       | Юни 1996       | Октомври 1996  |
| Борис Николов      | Октомври 1996  | Юни 1998       |
| Иван Манолов       | Юни 1998       | Юни 2000       |
| Васил Великов      | Юни 2000       | Ноември 2000   |
| Люпко Велкович     | Ноември 2000   | Октомври 2001  |
| Едуард Ераносян    | Октомври 2001  | Септември 2002 |
| Георги Харалампиев | Септември 2002 | Декември 2002  |
| Валентин Пейчев    | Януари 2003    | Юни 2003       |
| Илия Илиев         | Юни 2003       | Май 2004       |

| Име                   | От             | До             |
| --------------------- | -------------- | -------------- |
| Валентин Пейчев       | Май 2004       | Юни 2005       |
| Мирослав Кралев       | Юни 2005       | Юни 2007       |
| Радостин Димов        | Юни 2007       | Юни 2008       |
| Митко Тошев           | Юни 2008       | Май 2009       |
| Валентин Пейчев       | Юни 2009       | Юни 2010       |
| Диян Божилов          | Юли 2010       | Юни 2011       |
| Валентин Ангелов      | Юни 2011       | Юни 2012       |
| Иван Атанасов         | Юни 2012       | Август 2012    |
| Радослав Вардаров     | Август 2012    | Август 2013    |
| Светослав Тодоров     | Август 2013    | Декември 2014  |
| Димчо Ненов           | Декември 2014  | Септември 2015 |
| Радостин Димов        | Септември 2015 | Май 2016       |
| Стефан Славов         | Юни 2016       | Ноември 2016   |
| Радослав Вардаров     | Ноември 2016   | Юни 2017       |
| Диян Божилов          | Юни 2017       | Ноември 2018   |
| Емил Велев            | Ноември 2018   | Април 2019     |
| Радослав Георгиев     | Април 2019     | Юни 2019       |
| Светослав Петров      | Юни 2019       | Март 2021      |
| Венцислав Желев       | Март 2021      | Юни 2022       |
| Стефан Славов         | Юни 2021       | Октомври 2021  |
| Атанас Атанасов-Орела | Октомври 2021  | Октомври 2022  |
| Сашо Ангелов          | Октомври 2022  | Април 2023     |
| Стефан Славов         | Април 2023     | Юни 2023       |
| Диян Божилов          | Юни 2023       | Септември 2023 |
| Радомир Тодоров       | Септември 2023 | Февруари 2024  |
| Тодор Киселичков      | Февруари 2024  | Май 2024       |
| Атанас Атанасов-Орела | Юни 2024       |                |